# Römershäuschen
Römershäuschen war ein Wohnplatz in der bergischen Großstadt Wuppertal. Heute ist der Ort eine Wüstung.

## Lage und Beschreibung
Der Wohnplatz lag im Nordwesten der Stadt auf 232 Meter über Normalnull im Westen des Wuppertaler Wohnquartiers Siebeneick im Stadtbezirk Uellendahl-Katernberg an der Stadtgrenze zu Velbert.
Benachbarte Orte sind Schanze, Auf der Schmitten, Herrnasbruch, Jungmannshof, Steingeshof, Am Lindgen, Bäumchen und Römersleimberg.

## Geschichte
Römershäuschen ist auf der Topographischen Aufnahme der Rheinlande von 1824 unbeschriftet und auf der Preußischen Uraufnahme von 1843 als Romershäusken verzeichnet.
Im 19. Jahrhundert gehörte Römershäuschen zu den Außenortschaften Bauerschaft Kleine Höhe in der Bürgermeisterei Hardenberg, die 1935 in Neviges umbenannt wurde. Damit gehörte es von 1816 bis 1861 zum Kreis Elberfeld und ab 1861 zum alten Kreis Mettmann.
Römershäuschen lag der Kreuzung einer Altstraße, der Alten Kölnischen Straße von Köln über Hilden, Erkrath-Hochdahl,  Mettmann-Diepensiepen und Wülfrath-Oberdüssel nach Westfalen (heute Schanzenweg), und die in den 1830er Jahren erbaute Kommunalchaussee zwischen Elberfeld und Neviges, die später zur Landesstraße L427 ausgebaut wurde. Anfang des 20. Jahrhunderts verlief auf der Kommunalchaussee bzw. Landesstraße L427 eine Straßenbahnlinie durch Römershäuschen. Sie wurde am 3. August 1952 stillgelegt.
Im Gemeindelexikon für die Provinz Rheinland von 1888 werden für Römershäuschen ein Wohnhaus mit zehn Einwohnern angegeben.
Durch die nordrhein-westfälische Gebietsreform kam Neviges mit Beginn des Jahres 1975 zur Stadt Velbert und die östlichen Außenortschaften von Neviges um Römershäuschen wurden in Wuppertal eingemeindet.
In den 1980er Jahren ist der Ort wüst gefallen.